# 2019冠状病毒病疫情对科学与技术的影响
COVID-19的大流行影响了全球许多科学，太空和技术机构以及政府机构，导致许多领域和项目生产力的下降。
它还在世界各地的几个政府机构中开设了几个新的资助研究项目。

## 科学

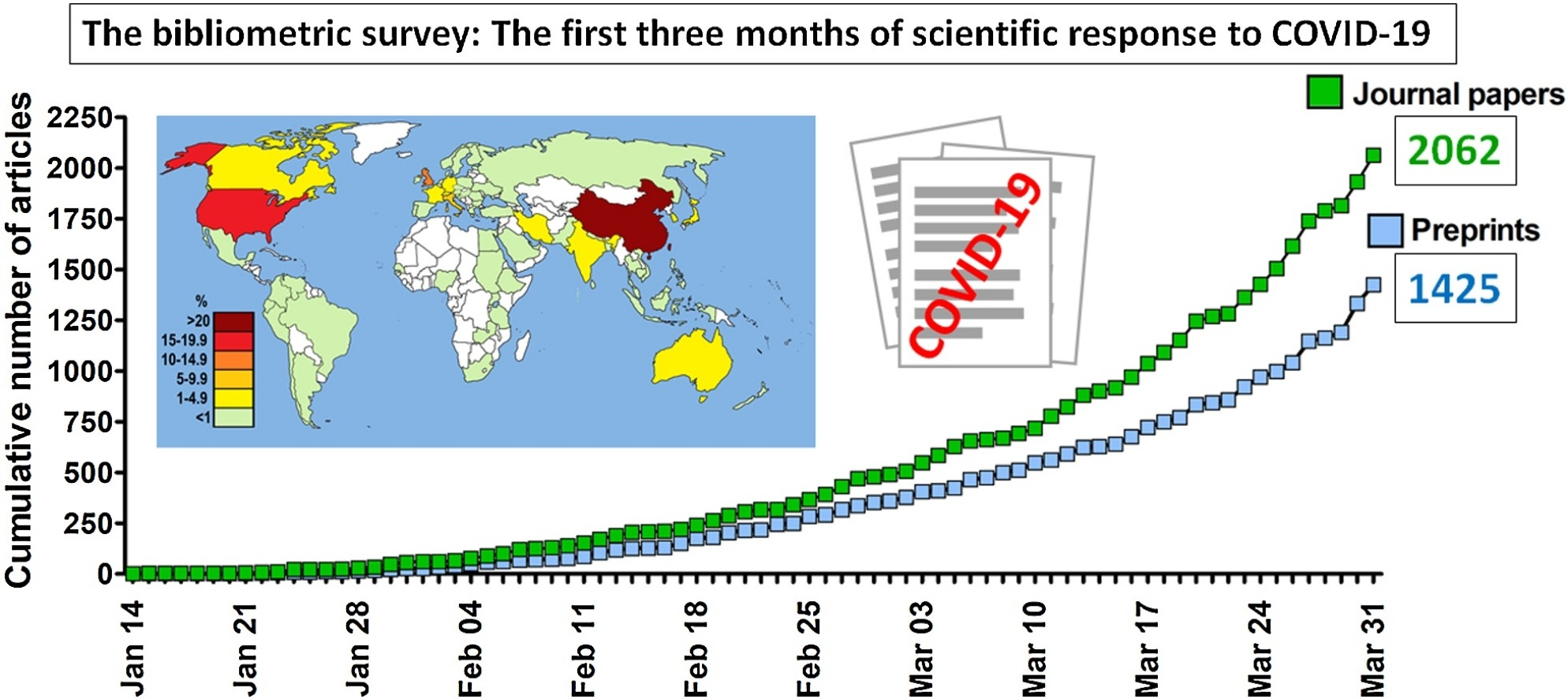
2020年前三个月有关COVID-19和大流行的学术出版物概况。

大流行可能已经改善了科学传播或建立了新形式。 例如，大量数据正在预印本服务器上发布，并在进入正式同行评审之前在社交网络平台（有时在媒体上）进行分解。 科学家们正在以创纪录的速度大量审查，编辑，分析和出版手稿和数据。 这种激烈的交流可能使科学家之间的合作和效率达到了不寻常的水平 。 法蘭西斯·柯林斯（Francis Collins）指出，尽管他没有看到研究进展更快，但在大流行期间研究的速度“仍然感到缓慢”。 对于“COVID-19威胁的紧迫性”，典型的研究模型被认为太慢了 。

### 世界卫生组织
2020年5月4日，世界卫生组织（WHO）组织了一次电话会议，从40个国家筹集80亿美元，以支持快速开发疫苗以预防COVID-19感染，同时宣布针对该疫苗展开国际“团结试验”（Solidarity trial）同时评估几种进入II-III期临床试验的候选疫苗。 “团结试验治疗”是由WHO和合作伙伴组织的一项多国III-IV期临床试验，用于比较住院的重度COVID-19疾病患者的四种未经测试的治疗。试验于2020年3月18日被宣布，截至4月21日，已有100多个国家参加。

### 國家和政府間實驗室
美國能源部的聯邦科學實驗室，例如橡樹嶺國家實驗室（Oak Ridge National Laboratory，ORNL），已經關閉了所有訪客和許多員工的大門，並且如果可能的話，非必需的人員和科學家也必須在家工作。 強烈建議承包商在必要時隔離其設施和人員。 ORNL的整體運作仍不受影響。
勞倫斯利佛摩國家實驗室（Lawrence Livermore National Laboratory，LLNL）受白宫COVID-19工作组的委託，利用其大部分超級計算能力進一步研究病毒流，可能的突變和其他因素。 同時暫時減少其他項目或無限期地延遲它們。
歐洲分子生物學實驗室(EMBL)已經關閉了歐洲的所有六個地點（巴塞羅那，格勒諾布爾，漢堡，海德堡，欣克斯頓，和羅馬）。 EMBL的所有東道國政府都對COVID-19採取了嚴格的控制措施。 已指示EMBL工作人員遵循當地政府的建議。 已授權少量工作人員到場提供基本服務，例如動物設施維護或數據服務。 已指示所有其他工作人員留在家裡。 EMBL還取消了訪問人員對現場的所有訪問。這包括實際參加在海德堡的“課程和會議”計劃，EMBL-EBI培訓課程，以及所有站點的所有其他研討會，課程和公眾訪問。 同時，欧洲生物信息研究所正在創建用於數據/信息交換的歐洲COVID-19數據平台。 目標是收集和共享快速可用的研究數據，以實現協同作用，交叉應用和使用具有不同程度的匯總，驗證和/或完整性的各種數據集。 該平台包括兩個相互連接的組件：SARS-CoV-2數據中心，可組織SARS-CoV-2暴發序列數據流，並為歐洲和全球研究社區提供全面的開放數據共享；以及一個更廣泛的COVID- 19門戶网站。

### 世界气象组织
世界气象组织表达了他们对于观测系统的顾虑。飞行气象数据中续项目使用从43个航空的舰队所得出的飞行数据，而其观测根据不同区域被降低了50%到80%。尽管世界气象组织表达了维修和维护可能被影响的担忧，其他自动系统的数据都基本没有被影响。大部分发达国家的手动观测数量也有很大的下滑。

### 開放科學
加快開放科學研究的需要使得多個民間社會組織創建了"開放COVID承諾"(Open COVID Pledge)，要求不同行業在大流行期間釋放其知識產權，以幫助找到治愈這種疾病的方法。 幾家科技巨頭加入了這一承諾。 承諾包括發布Open COVID許可證。 長期以來一直倡導開放獲取的組織，例如知識共享組織(Creative Commons)，進行了無數呼籲和行動，以促進科學中的開放獲取，將其作為抗擊該疾病的關鍵要素。 其中包括公開呼籲採取更加開放的政策，呼籲科學家對出版物採取零禁運期限，對文章實施知识共享许可协议(CC BY)，並對研究數據實施CC0豁免 。 其他組織質疑當前的科學文化，呼籲建立更開放的公共科學。
對于COVID-19的研究和信息，這些信息可以幫助通過開放科學實現公民科學，可通過其他開放獲取和開放科學網站獲得更多在線資源，包括劍橋大學出版社，学术出版与学术资源联盟，《柳葉刀》，約翰威立，和施普林格·自然。

## 計算研究與公民科學
2020年3月，美國能源部，美國國家科學基金會，美國國家航空航天局，工業界和9所大學匯集了資源來訪問IBM的超級計算機，並結合了慧與科技，亞馬遜，微軟和谷歌的雲計算資源來進行藥物發現 。 COVID‑19高性能計算聯盟還旨在預測疾病蔓延，為可能的疫苗建模，並篩選成千上萬種化合物，以設計COVID‑19疫苗或療法。
2020年3月，分佈式計算項目Folding@home發起了一個項目，以協助全球醫學研究人員。 項目的最初一波旨在模擬SARS-CoV-2病毒和相關SARS-CoV病毒的潛在蛋白靶標，該蛋白先前已經被研究過。
2020年5月，斯克里普斯研究所(Scripps Research)和IBM的世界公共网格(World Community Grid)之間建立了OpenPandemics-COVID-19合作關係。 該合作夥伴關係是一個分佈式計算項目，“將在[連接的家用PC]的背景下自動運行模擬實驗，這將有助於預測特定化合物作為COVID-19的可能療法的有效性”。
Covid Near You流行病學工具“使用眾包數據對地圖進行可視化處理，以幫助公民和公共衛生機構識別近期和潛在的大流行冠狀病毒COVID-19熱點。”

## 太空

### 美國國家航空航天局

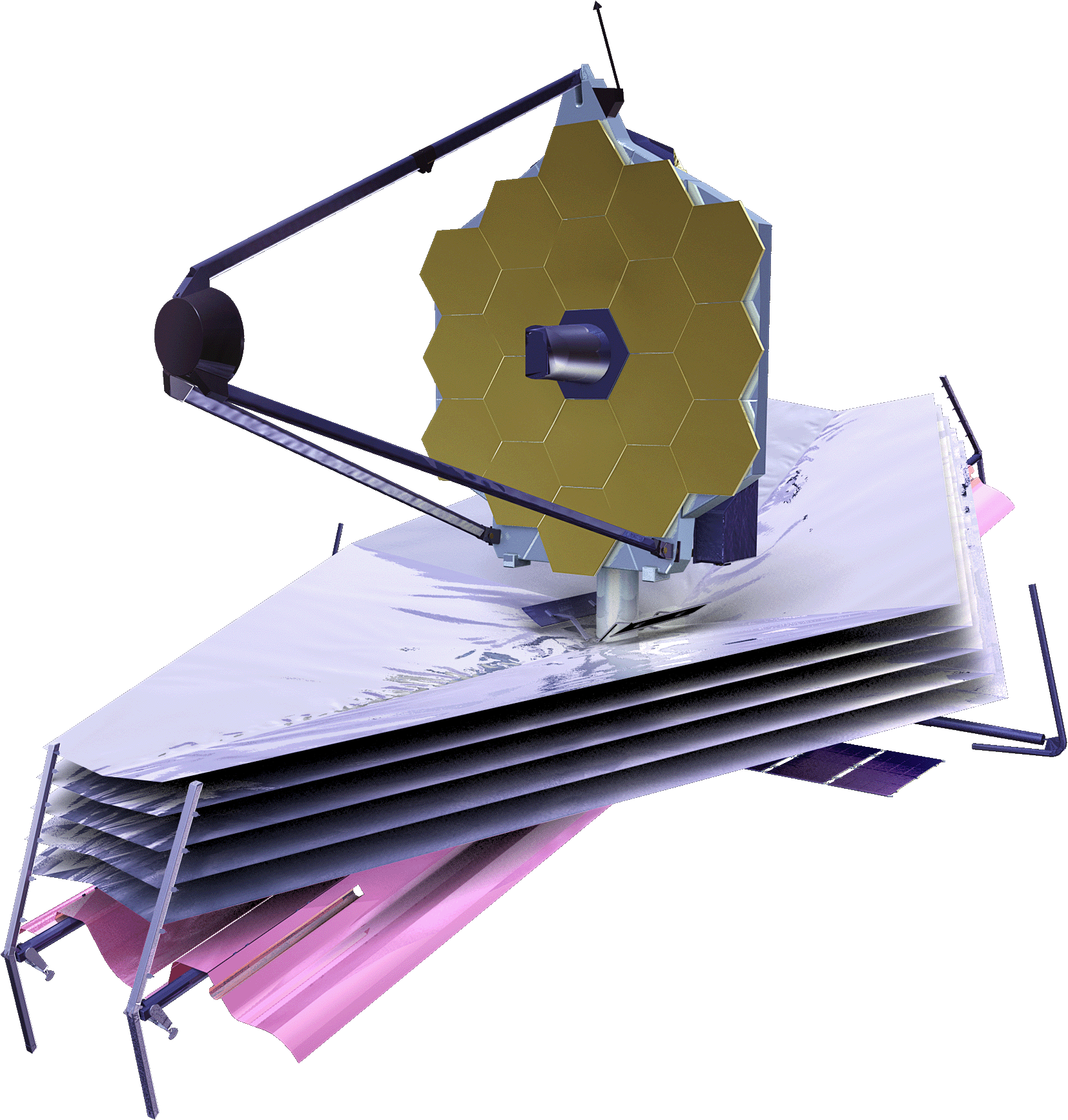
詹姆斯·韋伯太空望遠鏡的發射已推遲至2021年10月31日。

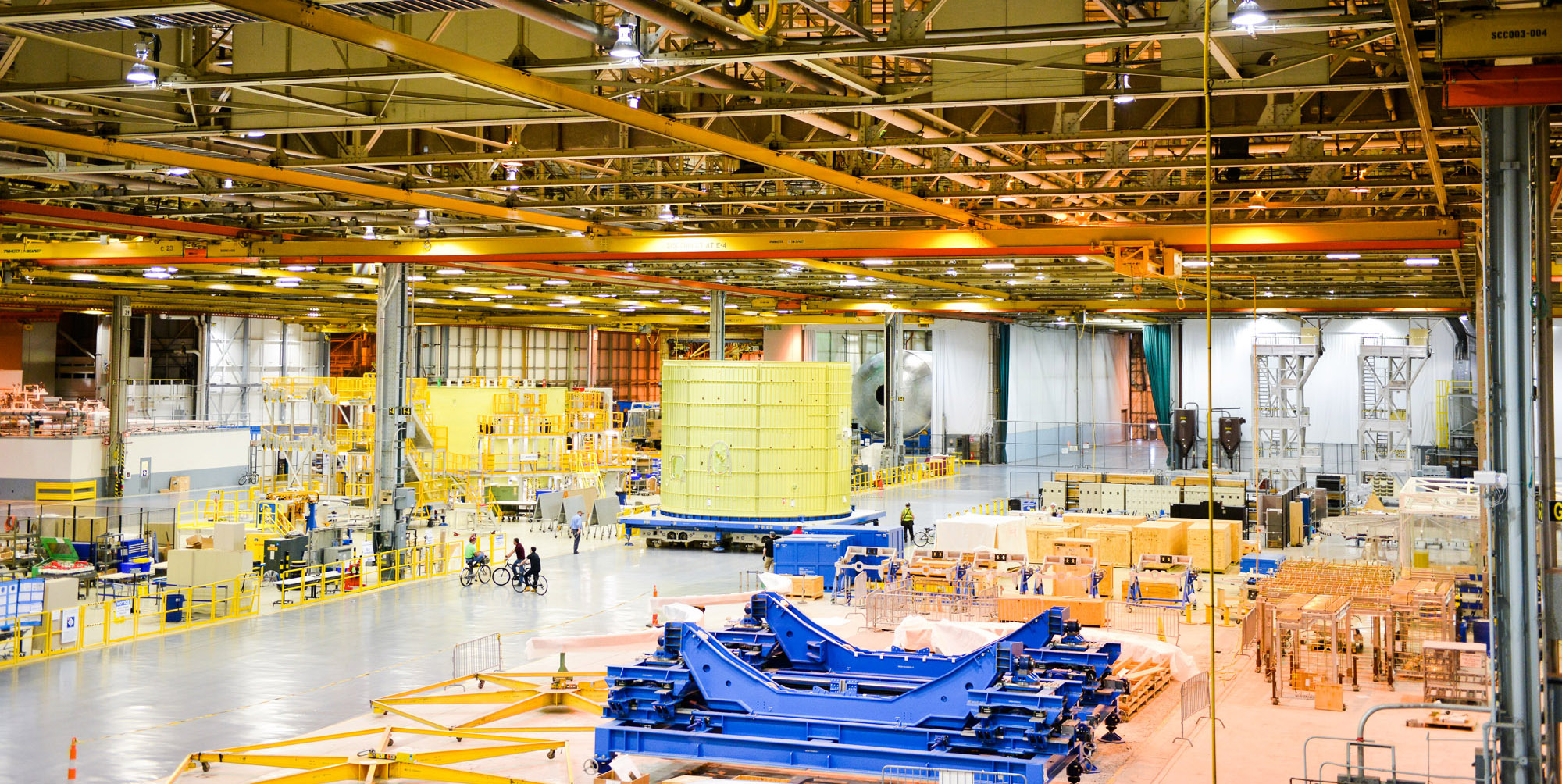
太空發射系統的組成部分。

美國國家航空航天局宣布臨時關閉其所有的現場中心訪客綜合設施，直至另行通知，並要求所有非關鍵人員在可能的情況下在家工作。 停止了在米喬德裝配廠的太空發射系統的生產和製造，預計到6月3日恢復工作後，詹姆斯·韋伯太空望遠鏡將進一步推遲。
約翰遜航天中心的大多數人員轉為遠程辦公，國際空間站的關鍵任務人員被指示留在任務控制室，直到另行通知。 空間站的運行相對不受影響，但是新探險的宇航員在飛行前面臨更長的，和更嚴格的隔離。
NASA的應急響應框架因其機構現場中心周圍的本地病毒病例而異。

### 歐洲航天局
歐洲航天局(ESA)已下令其許多科學技術設施的勞動力也盡可能多地進行遠程辦公。
最近的事態發展，包括加強了歐洲國家，地區和地方當局的限制，以及歐洲太空營運中心在工作人員中對COVID-19的首次陽性測試結果，導致該機構更深入的限制了其任務控制中心的現場人員。
歐洲航天局的運營總監Rolf Densing強烈建議任務人員減少科學任務的活動，尤其是在行星際飛船任務方面。
受影響的航天器目前處於穩定的軌道上，且任務持續時間較長，因此在一段時間內關閉其科學儀器並將其置於很大程度上無人值守的安全配置中，對其總體任務性能的影響可忽略不計。
受影響的任務包括：
- 星團2號（英语：Cluster II (spacecraft)）– 2000年發射的四次航天飛行任務，繞地球運行，以研究我們星球的磁環境以及太陽風是如何產生的，太陽風是由太陽不斷釋放的帶電粒子流；
- ExoMars追踪氣體軌道飛行器–於2016年發射升空，該航天器環繞火星運行，一直在調查行星的大氣層並為地面著陸器提供數據中繼；
- 火星快車號-於2003年發射升空，這架主力軌道飛行器一直在對火星表面進行成像，並對行星的大氣層採樣了超過十年半。
- 太陽軌道載具– ESA的最新科學飛行任務，於2020年2月發射，目前正在其繞太陽運行的科學軌道上。

歐洲航天局科學主任Günther Hasinger表示：“這是一個艱難的決定，但是正確的決定。我們最大的責任是人身安全，我知道科學界的所有人都知道為什麼這樣做是必要的。”

### 宇宙航空研究開發機構
日本宇宙航空研究開發機構（JAXA）的太空和科學業務在很大程度上未受影響。但是，為減少污染，所有前往其眾多現場中心的訪客都已被暂停至2020年4月30日。

### 商業航天公司
畢格羅宇航公司（Bigelow Aerospace）在2020年3月23日宣布，將解僱其全部88名員工。 它表示將在大流行所施加的限制解除後再僱用工人。 總部位於亞利桑那州圖森市的World View公司於2020年4月17日宣布，它已停止了新的業務計劃並休假了未說明人數的員工，以減少現金流出。 該公司還收到了亞利桑那州皮马县的租金延期。
火箭實驗室公司暫時關閉了其新西蘭發射場，但其瓦勒普斯飛行設施（瓦勒普斯岛）發射場仍在繼續運營。

除了額外的安全預防措施和措施以限制員工在工作場所傳播病毒之外，SpaceX和波音等大型公司在經濟上仍未受到影響。 截至4月16日，蓝色起源公司表示它將繼續招聘員工，每週增加約20人。 
聯合發射聯盟公司實施了內部大流行計劃。儘管縮減了與發射相關的外展活動的某些方面，但公司明確表示有意維持其發射時間表。

## 电信
疫情给互联网流量造成了巨大压力，英國電信(BT Group)和沃达丰的宽带使用率分别增加了60％和50％。
同时，Netflix，Disney+，谷歌，亚马逊和YouTube也考虑了降低视频质量以防止过载的概念。 同时，索尼开始放慢欧美的PlayStation游戏下载，以保持流量水平。
据报道，中国大陆的蜂窝服务提供商的订户数量大幅下降，部分原因是由于隔离封城导致民工无法返回工作； 中国移动的用户减少了800万，而中国联通的用户减少了780万，中国电信的用户减少了560万。
电话会议已替代了已取消的活动以及日常商务会议和社交联系。 像Zoom这样的电话会议软件的使用量急剧增加，伴随着随之而来的技术问题，例如带宽过度拥挤，以及社会问题，例如Zoom轟炸就是其中一個例子，此以陌生使用者闖入會議為主。
虛擬的“隔離區” 歡樂時光已經使用該技術，也用於虛擬舞廳。

## 参阅
- 受2019冠状病毒病疫情影响的事件列表
- 2019冠状病毒病疫情对教育的影响
- 2019冠狀病毒病疫情對宗教的影響
- 2019冠状病毒病疫情对政治的影响
- 2019冠狀病毒病疫情影響的體育賽事列表
- 2019冠状病毒病疫情对电影业的影响
- 相關衍生問題：Zoom轟炸、侵犯隱私